# Sonic Pi
Sonic Pi és un entorn de programació en viu (live coding) basat en Ruby. Ha estat dissenyat per ensenyar música i programació a les escoles.
Va ser creat i desenvolupat per Sam Aaron al laboratori d'informàtica de la Universitat de Cambridge en col·laboració amb la Raspberry Pi Foundation. Gràcies a l'ús que fa del motor de síntesi i del model de sincronització exacte de SuperCollider, també s'utilitza per a la programació en viu (live coding) i per a altres formes d'interpretació i producció musical algorítmica, incloses les algoraves.
La seua investigació i desenvolupament ha comptat amb el suport de Nesta, a través del projecte Sonic Pi: Live & Coding.

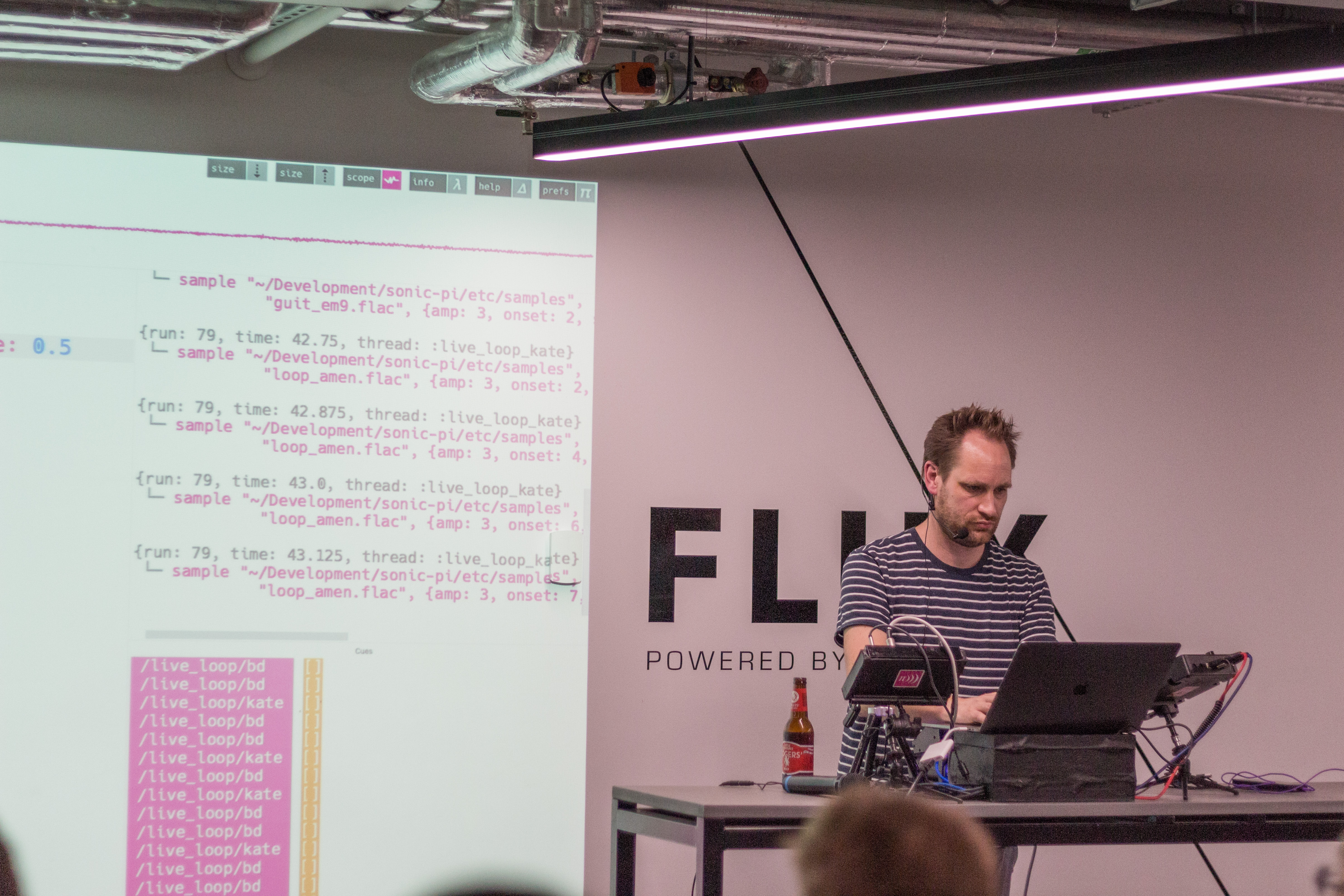
Sam Aaron, creador de Sònic Pi, fent una demostració del programa